# Gołąbek śmierdzący

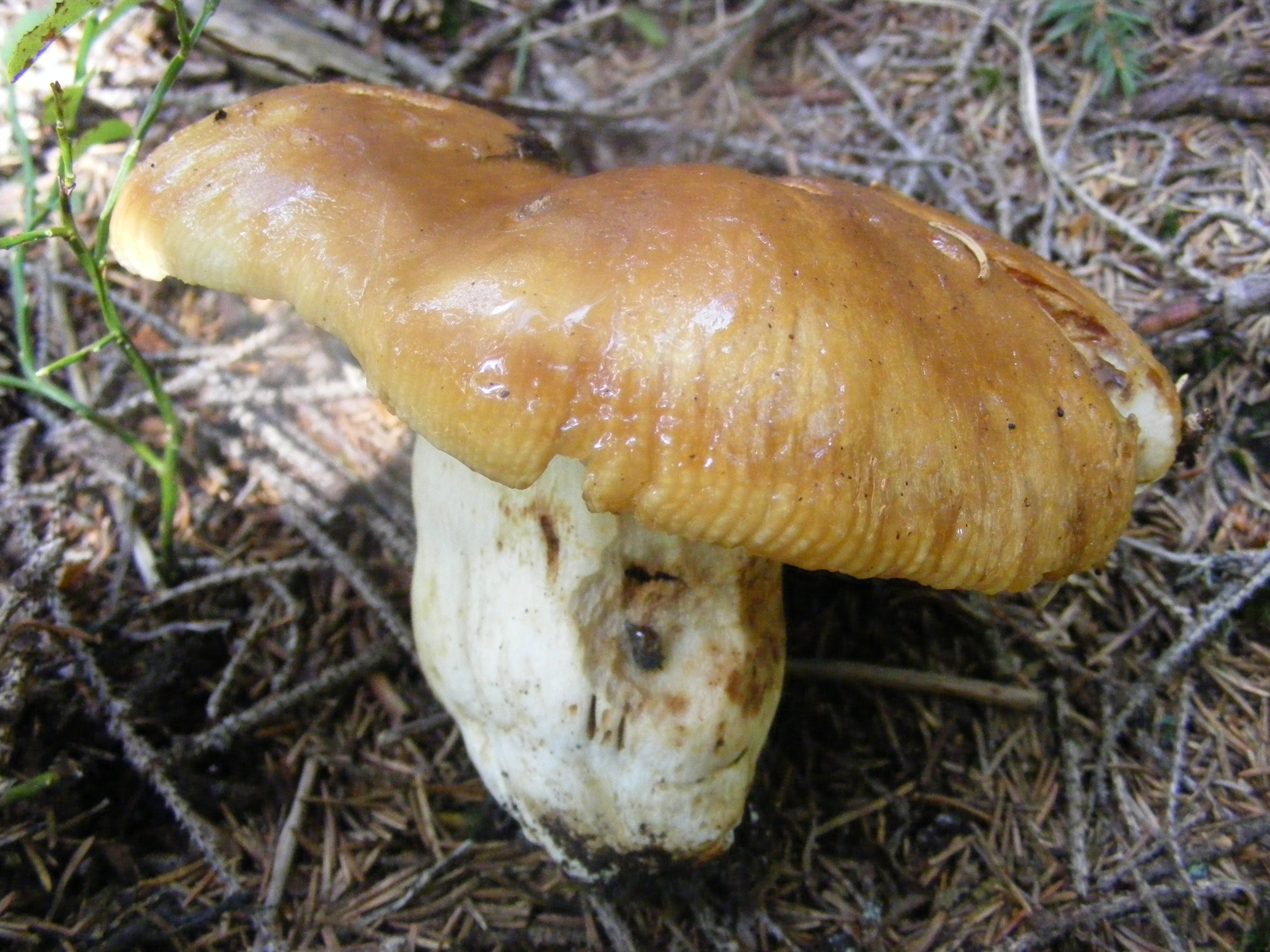
Starszy okaz

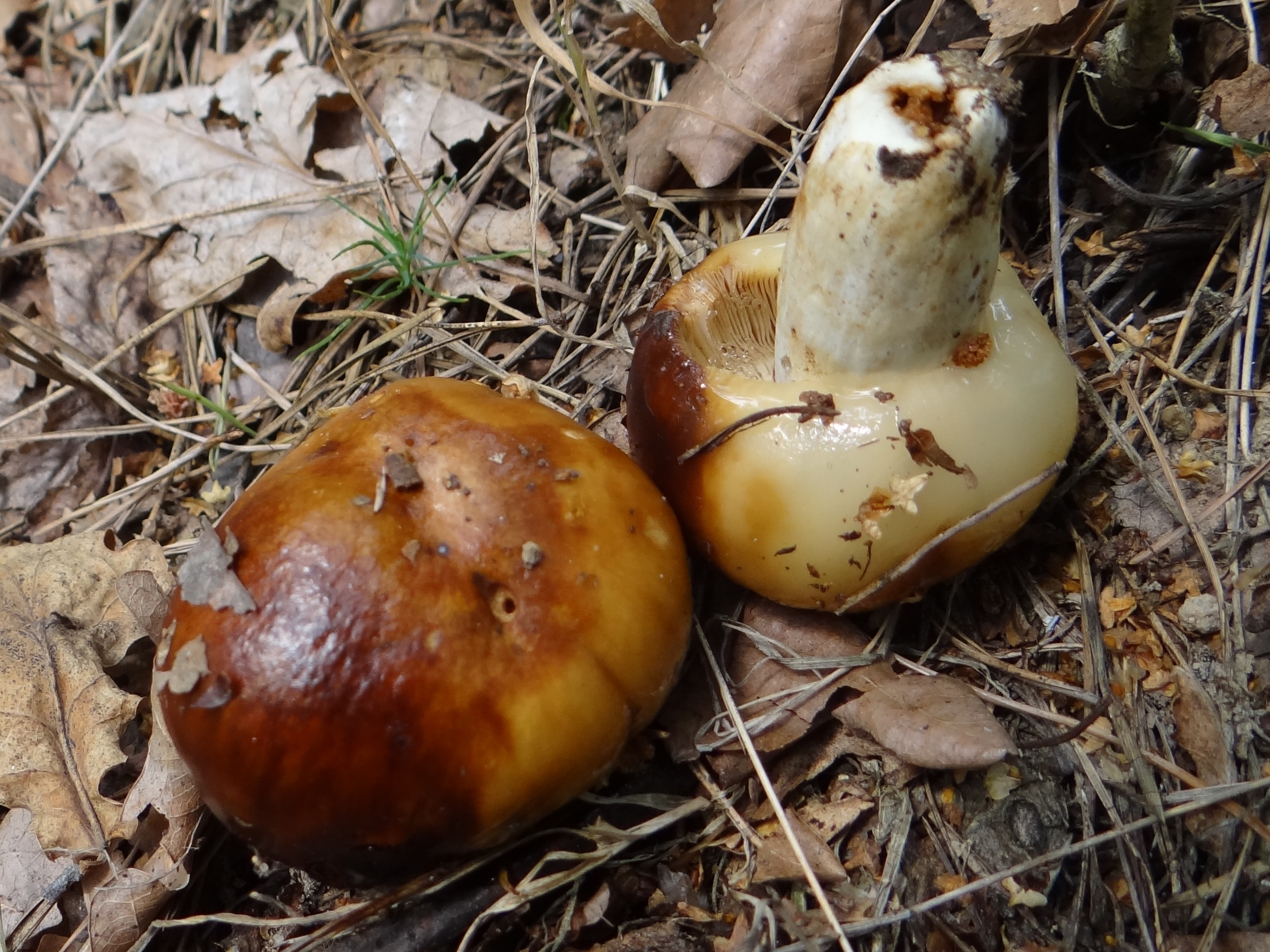
Młode owocniki

Gołąbek śmierdzący (Russula foetens Pers.) – gatunek grzybów należący do rodziny gołąbkowatych (Russulaceae).

## Systematyka i nazewnictwo
Pozycja w klasyfikacji: Russula, Russulaceae, Russulales, Incertae sedis, Agaricomycetes, Agaricomycotina, Basidiomycota, Fungi (według Index Fungorum).
Nazwę polską podał Feliks Berdau w 1876 r. W polskim piśmiennictwie mykologicznym gatunek ten opisywany był też jako serojeszka śmierdząca. Synonim naukowy – Agaricus foetens (Pers.) Pers.

## Morfologia
Kapelusz
Średnica kapelusza od 7 do 15 cm, barwa żółtobrązowa lub brunatna. Początkowo kapelusz jest półkulisty, potem płasko rozpostarty i nieco wklęsły na środku. Skórka kapelusza w stanie wilgotnym śluzowata, podczas suchej pogody sucha i lśniąca. Można ją ściągnąć do 2/3 średnicy kapelusza. Brzeg z grzebieniastym żłobkowaniem.
Blaszki
Blado-kremowo-żółtawe, później ochrowożółtawe i brązowoplamiste, za młodu często łzawiące. Początkowo są gęste, potem rzadkie. Mają szerokość do 14 mm.
Trzon
Wysokość od 7 do 12 cm, grubość 2–3,5 cm. Jest walcowaty żółtawobiały, u nasady rdzawo cętkowany. Początkowo jest twardy i pełny, z wiekiem staje się wewnątrz pusty, podzielony na komory.
Miąższ
Biały, w trzonie brązowiejący, sztywny i ścisły, o silnym, przykrym i duszącym zapachu. Smak nieprzyjemny i ostry. Po uszkodzeniu dość szybko (szczególnie u młodych owocników) przebarwia się w kapeluszu na jasnocytrynowo, a w trzonie na rdzawo.
Cechy mikroskopowe
Wysyp zarodników: kremowy. Zarodniki szerokoelipsoidalne, pokryte stożkowatymi i tępo zakończonymi brodawkami połączonymi z rzadka tylko łącznikami. Mają rozmiar 6,5–9,7(11,5) × 5,5–7,7(8,5) µm. Podstawki mają rozmiar 45–60 × 7,5–13,5 µm i wyrastają na długich sterygmach. Cystydy tępe, o szczytach rozdętych lub silnie zwężonych, na ostrzach blaszek cystydy są węższe. Dermatocystydy mają szerokość 4–8 µm.
Gatunki podobne ==
Bardzo podobny jest gołąbek niemiły (Russula subfoetens), który morfologicznie może być niemożliwy do odróżnienia. Pomocnymi wskazówkami są wielkość i miejsce występowania (jest mniejszy i występuje tylko w lasach liściastych), ale najważniejsze są próby smakowo-zapachowe; gołąbek niemiły nie ma tak odrażającego zapachu i w smaku jest znacznie mniej ostry. Ważna jest też próba zasadami (KOH lub NaOH); pod ich wpływem gołąbek śmierdzący barwi się na kremowo, niemiły na złocisto. Są też różnice mikroskopowe. Od innych podobnych gołąbków, np. gołąbka przykrego (Russula pectinatoides), czy gołąbka brudnego (Russula illota), gołąbka śmierdzącego łatwo odróżnić po śluzowatym kapeluszu i przykrym zapachu.

## Występowanie i siedlisko
Występuje na wszystkich kontynentach półkuli północnej, na południowej tylko w Australii. W Polsce jest pospolity.
Grzyb mykoryzowy naziemny. Rośnie w lasach liściastych i lasach iglastych. Obserwowano go pod klonami, brzozą brodawkowatą, grabem, bukiem, modrzewiem, świerkiem, sosną, topolą, dębem szypułkowym, jarzębem pospolitym i lipami. W Polsce owocniki wytwarza od lipca do września.

## Znaczenie
Grzyb niejadalny z powodu ostrego smaku i bardzo przykrego zapachu, przypominającego zapach zgniłych warzyw. Nie jest jednak trujący i przez niektórych autorów jednak uważany jest za jadalny po wymoczeniu w wodzie i ukiszeniu.